# Cereus adelmarii
Cereus adelmarii ist eine Pflanzenart in der Gattung Cereus aus der Familie der Kakteengewächse (Cactaceae). Das Artepitheton adelmarii ehrt den brasilianischen Zoologen Adelmar Coimbra-Filho.

## Beschreibung
Cereus adelmarii wächst strauchig mit einigen niederliegenden Trieben, deren Spitzen aufwärts gerichtet sind. Die grünen Triebe sind 40 bis 90 Zentimeter lang und weisen Durchmesser von 3 bis 7 Zentimeter auf. Es sind vier bis sechs leicht gewellte Rippen vorhanden, die bis zu 1,8 Zentimeter hoch sind. Die darauf befindlichen Areolen sind 2 bis 3 Zentimeter voneinander entfernt und mit bräunlicher Wolle besetzt. Die aus ihnen entspringenden braunen Dornen sind gerade und an ihrer Basis erweitert. Der einzelne Mitteldorn wird 1,3 bis 3,5 Zentimeter lang. Die meist fünf Randdornen erreichen Längen von 7 bis 30 Millimeter. Die drei untersten von ihnen sind am längsten.
Die weißen Blüten sind bis zu 25 Zentimeter lang. Die kugelförmigen Früchte weisen Durchmesser von 3,5 bis 5 Zentimeter auf.

## Verbreitung und Systematik
Cereus adelmarii ist im brasilianischen Bundesstaat Mato Grosso auf Termitenhügeln verbreitet.
Die Erstbeschreibung wurde als Monvillea adelmarii 1985 von Carlos Toledo Rizzini und Armando de Mattos veröffentlicht. Pierre Josef Braun stellte die Art 1988 in die Gattung Cereus. Weitere nomenklatorische Synonyme sind Cereus phatnospermus subsp. adelmarii (Rizzini & A.Mattos) P.J.Braun & Esteves  (1997) und Monvillea phatnosperma subsp. adelmarii (Rizzini & A.Mattos) Lodé (2014).

## Nachweise